# Protocolo XON/XOFF
En Informática, se trata de un protocolo para el control del flujo de datos entre dispositivos informáticos (ordenadores, impresoras, etc.)
Básicamente este protocolo consiste en usar estos dos caracteres para controlar el flujo de caracteres. En la tabla ASCII, el carácter XON es el código 17, mientras que el XOFF es el 19. Así el carácter XON se denomina algunas veces DC1, y el carácter XOFF se le conoce también por DC3. Desde el punto de vista del teclado de un ordenador estos caracteres se suelen corresponder con control-S (XOFF) y con control-Q (XON).

## Funcionamiento del protocolo
Cuando el receptor del mensaje desea que el emisor detenga el flujo de datos, manda carácter XOFF (carácter de pausa) y el emisor al recibirlo detiene la emisión del mensaje. Hay que tener en cuenta que desde que se manda el carácter XOFF hasta que se interrumpe la emisión de datos, aún pueden llegar algunos datos. Por lo tanto, no se debe esperar a tener el buffer totalmente lleno para mandar el XOFF, sino que lo habitual es mandarlo cuando, por ejemplo, está a un 75% de su capacidad.
Para que el flujo se reanude, el emisor debe recibir un carácter XON. Este carácter lo manda el receptor cuando tiene suficiente espacio en su buffer de recepción, por ejemplo, cuando su nivel de llenado es del 25 %.

Este protocolo funciona muy bien cuando se trata de transmitir ficheros de texto, ya que los caracteres XON (ASCII 17) y XOFF (ASCII 19) no forman parte de los caracteres usados normalmente en este tipo de ficheros. De hecho, uno de sus usos más comunes ha sido el de servir como protocolo para el envío de caracteres imprimibles hacia impresoras.